# Пензенский округ
Пензенский округ — административно-территориальная единица Средне-Волжской области (с 20 октября 1929 — Средневолжского края), существовавшая в 1928—1930 годах. Административный центр — город Пенза.
Пензенский округ был образован 14 мая 1928 года. В него вошли территории упразднённых Нижнеломовского, Пензенского и Чембарского уездов Пензенской губернии.
30 июля 1930 года Пензенский округ, как и большинство остальных округов СССР, был упразднён. Его районы отошли в прямое подчинение Средневолжского края.

## Административное деление
Округ, по состоянию на 1 января 1929 года, был разделён на 14 районов:
- Анучинский,
- Башмаковский,
- Голицынский,
- Иссинский,
- Каменский,
- Керенский,
- Кучко-Еланский,
- Лунинский,
- Мокшанский,
- Нижне-Ломовский,
- Пачелмский,
- Пензенский,
- Поимский,
- Чембарский.

Постановлением ВЦИК от 21 января 1929 года Анучинский и Голицынский район были упразднены. Из Кузнецкого округа в Пензенский был передан Кондольский район.